# Abraham J. Hasbrouck

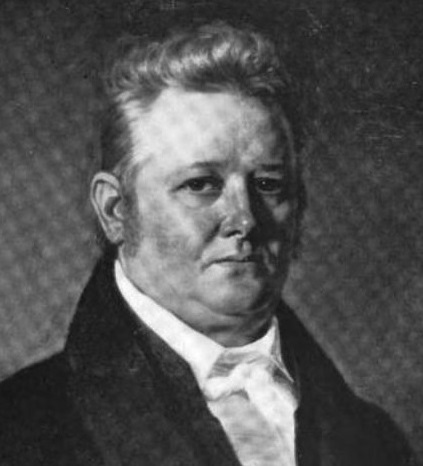
Abraham J. Hasbrouck

Abraham Joseph Hasbrouck (* 16. Oktober 1773 in Guilford, Provinz New York; † 12. Januar 1845 in Kingston, New York) war ein US-amerikanischer Politiker. Zwischen 1813 und 1815 vertrat er den Bundesstaat New York im US-Repräsentantenhaus. Der Kongressabgeordnete Abraham Bruyn Hasbrouck war sein Cousin.

## Werdegang
Abraham Joseph Hasbrouck wurde ungefähr eineinhalb Jahre vor dem Ausbruch des Unabhängigkeitskrieges in Guilford geboren und wuchs dort auf. In dieser Zeit erhielt er Privatunterricht. 1795 zog er nach Kingston, wo er kaufmännischen Geschäften nachging. Er war einer der Mitbegründer der Delaware and Hudson Canal Company. Gouverneur Jay ernannte ihn zum First Lieutenant in der Kavallerie. Er war Gründer und Direktor der Middle District Bank of Kingston. 1811 saß er in der New York State Assembly.
Als Gegner einer zu starken Zentralregierung schloss er sich in jener Zeit der von Thomas Jefferson gegründeten Demokratisch-Republikanischen Partei an. Bei den Kongresswahlen des Jahres 1812 wurde er im siebten Wahlbezirk von New York in das US-Repräsentantenhaus in Washington, D.C. gewählt, wo er am 4. März 1813 die Nachfolge von Harmanus Bleecker antrat. Da er auf eine erneute Kandidatur im Jahr 1814 verzichtete, schied er nach dem 3. März 1815 aus dem Kongress aus.
Danach ging er dem Warentransport per Wasserweg nach New York City nach. 1822 saß er im Senat von New York. Er verstarb am 12. Januar 1845 in Kingston und wurde dann auf dem Albany Avenue Cemetery beigesetzt.